# OTR-23 Oka

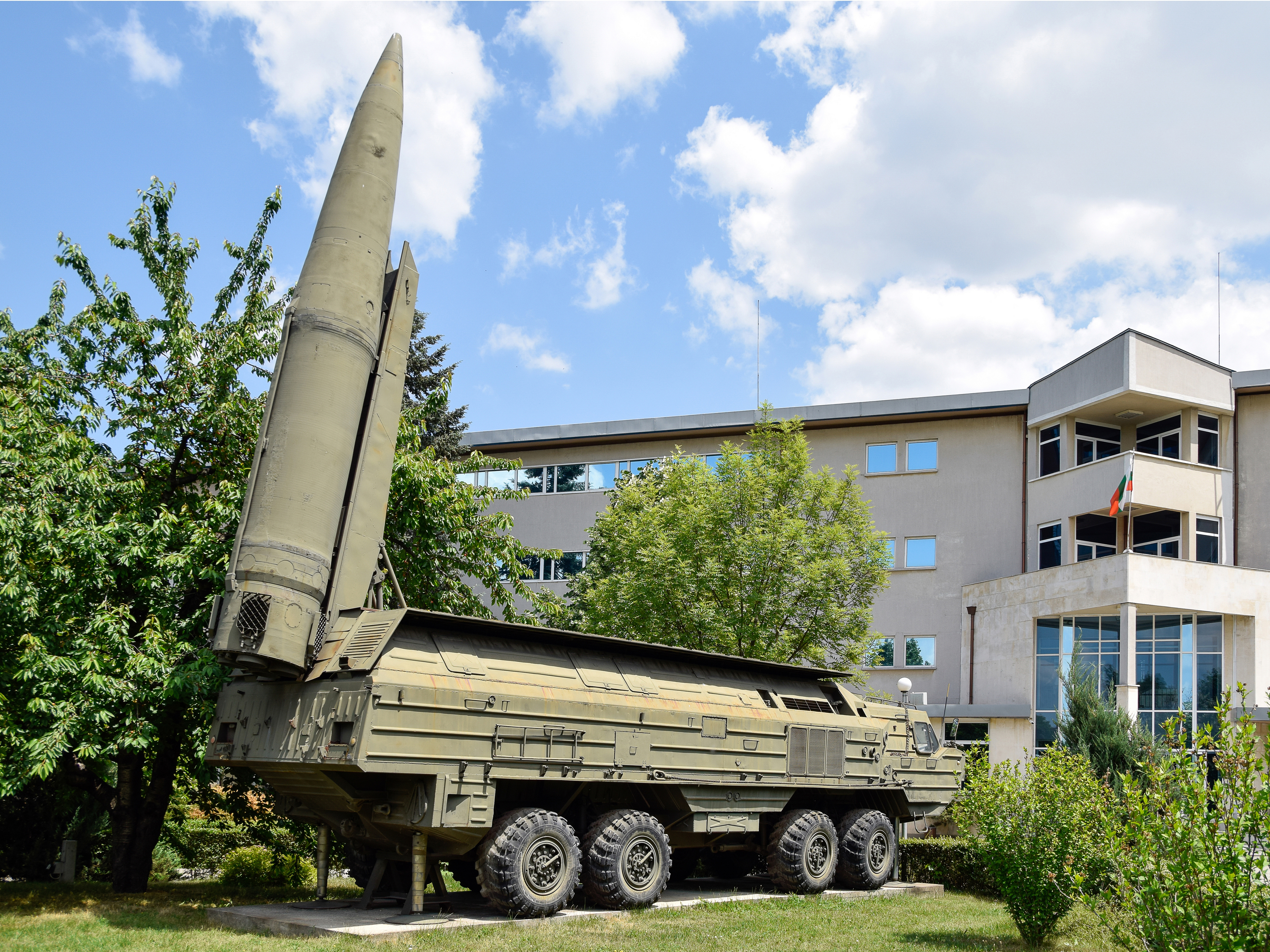
9P71 TEL v muzeu v Sofii v Bulharsku.

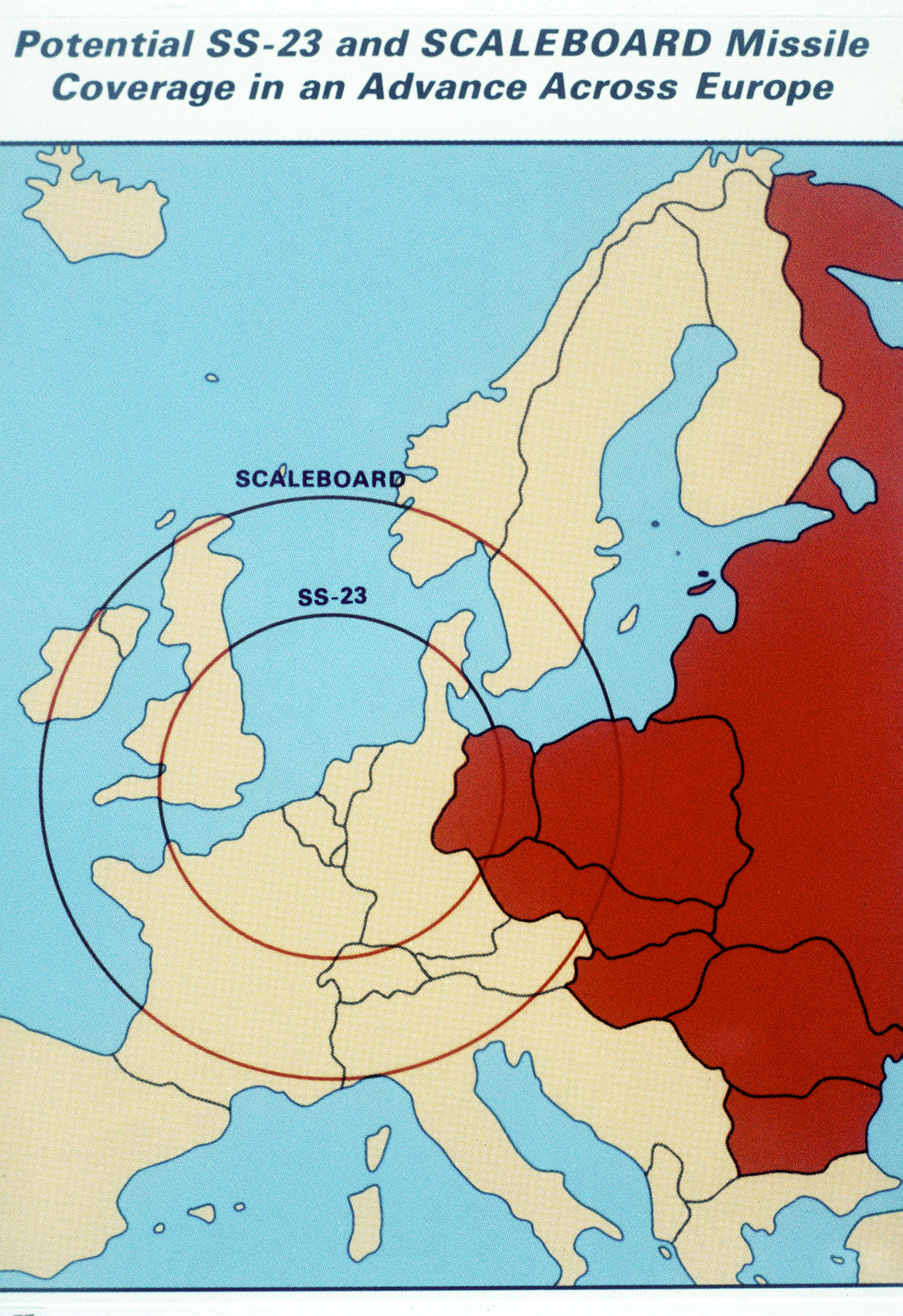
Americká mapa zobrazující operační dostřel sovětských SS-23 a SS-12 během studené války

OTR-23 Oka (rusky OTP-23 «Ока») byly sovětské balistické rakety, které v 80. letech nahradily střely typu Scud (dosah 300 km), známé z Války v Zálivu. V sovětském vojenském typovém označení GRAU nesly index "9K714" a v kódu NATO "SS-23 Spider". Rakety SS-23 byly umístěny na mobilním spouštěcím zařízení, které se mohlo přesouvat rychlostí až 60 km/h. Původně byly určeny k ničení větších bojových uskupení v případě války ve střední Evropě.
Tyto zbraně měly ve výzbroji SSSR nahradit starší balistické rakety R-17 Elbrus (Index GRAU 9K72, kód NATO SS-1C Scud-B) s dlouhou dobou předstartovní přípravy, nízkou přesností, omezenou životností (danou použitím kapalného paliva) a malou schopností proniknout ochrannou nových protiletadlových a protiraketových systémů. Postupem svého vývoje dosáhly takových parametrů, které z nich vytvořily významnou hrozbu pro vojska NATO v Evropě: svým dosahem by umožňovaly zasáhnout evropském válčišti prakticky jakýkoliv cíl. Předpokládalo se, že díky své letové rychlosti a systému řízení dokáží překonat nově zaváděné západní protiraketové zbraně, doba přípravy k palbě se snížila na extrémně nízkou úroveň znemožňující jejich efektivní ničení před odpalem a jejich přesnost společně s ničivou silou jejich bojových hlavic dávaly potenciál ničit širokou paletu cílů strategické důležitosti. Ačkoliv existovaly i hlavice s jadernou náplní, s ohledem na přesnost a hmotnost se za dostatečnou hrozbu se považovaly už i střely s konvenční hlavicí.
Provozní životnost systému Oka byla však omezená a kontroverzní. Sovětská armáda tvrdila, že Oka má maximální dolet 250 mil (400 km). Američtí experti však odhadovali, že má větší dosah. V roce 1987 Michail Gorbačov navrhl Georgi Shultzovi, že jednostranně odstraní všechny rakety Oka, pokud to zabrání Spojeným státům ve vybudování vlastních jaderných sil krátkého doletu v Evropě, navzdory skutečnosti, že sovětská armáda byla zastáncem raket Oka. Shultz však postrádal pravomoc jednat podle návrhu. Gorbačov zařadil rakety Oka do třídy systémů, které měly být vyřazeny jako součást smlouvy INF jako gesto dobré vůle, i když sovětská tvrzení o jeho maximálním dosahu ho nestavěla mimo specifikace smlouvy.
Po podepsání smlouvy o likvidaci zbraní středního doletu (INF) mezi SSSR a USA byly následně vyřazeny z výzbroje a zničeny, ačkoliv reálný dostřel jejich raket (nejvýše 400 km) byl hluboko pod mezí stanovenou smlouvou (500 - 5500 km). Za pozdějšího nástupce je považován systém 9K720 Iskander (v kódu NATO SS-26 Stone).
Ozbrojené síly Slovenské republiky získaly šest raket s příslušenstvím, jako dědictví po ČSLA. Rakety byly ve výzbroji 5. raketového pluku v Martině. Po počátečním zdrženlivém postoji vlády SR a diplomatickém tlaku USA bylo podepsáno memorandum, podle kterého se systém SS-23 měl zničit na náklady USA. Šlo o částku 16 milionů korun. Rakety se rozebraly v opravárenském podniku v Trenčíně a v Novákách a slovenská armáda tak přišla o svou jedinou útočnou zbraň s dosahem na celou střední Evropu.